# Iridina
L'iridina è un isoflavone, un tipo di flavonoide. È il 7-glucoside della irigenina. Può essere isolata da diverse specie di Iris.